# Церковь Святой Троицы (Корк)
Церковь Святой Троицы, также известная как Мемориальная церковь отца Теобальда Мэтью, является римско-католической неоготической церковью при мужском монастыре на набережной Фазер Мэтью Куэй, на берегу протоки реки Ли в городе Корке. Она принадлежит Ордену младших братьев-капуцинов и является единственной церковью, посвященной отцу Теобальду Мэтью.
В  Национальном реестре архитектурного наследия оно описано как «церковь в стиле регентской готики с  неоготическим портиком», и это «одна из первых больших церквей на юге Ирландии, построенных в этом стиле».  Строительство церкви началось в начале 1830-х годов, но было приостановлено незадолго до Великого голода. Его завершили только в 1890 году, к столетию со дня рождения о. Мэтью. В церкви есть несколько примечательных витражей, в том числе три работы студии Гарри Кларка и большой памятник Дэниелу О'Коннеллу.

## Исторический фон
Орден капуцинов прибыл в Корк в 1637 году, через тринадцать лет после того, как в Дублине была основана первая ирландская община капуцинов. Коркский мужской монастырь был разрушен где-то в семнадцатом веке. Впоследствии отец Варфоломей Мортелл открыл в городе приют. Большинство католиков, в том числе капуцины, были изгнаны из Корка Мурроу О'Брайеном, 1-м графом Инчикуином в 1644 году, но монастырь был вновь открыт пятью годами позже, в 1649 году. Вероятно, это заведение располагалось на том же месте, что и более поздний Южный монастырь, на Блэкамур-лейн, на территории нынешнего Южного прихода Корка. Южный мужской монастырь был построен в 1771 году священником-капуцином отцом Артур О'Лири. О'Лири описал церковь как «примечательную своими карликовыми размерами, полным отсутствием архитектурного изящества и полным уединением от посторонних глаз».
Капуцин и реформатор воздержания Теобальд Мэтью прибыл в Корк в 1814 году и стал активным общественным борцом, работая над улучшением условий жизни городской бедноты. Отец Мэтью решил заменить тесный Южный мужской монастырь новой церковью, и был создан комитет для надзора за планированием. В 1825 году был проведён конкурс, и был выбран план архитектора Джорджа Ричарда Пейна, который также спроектировал Замок Блэкрок и здание суда на Вашингтон-стрит в Корке. Пейн, бывший учеником архитектора Джон Нэш, получил контракт на 50 фунтов стерлингов.

## Строительство
Городские власти предложили участок на набережной Салливана, напротив южного русла реки Ли к улицы Гранд-Парейд. По неясным причинам о. Мэтью отказался и выбрал место на набережной Шарлотты, ныне набережная Фазер Мэтью Ки. Для этого потребовалось осушить болотистую местность на острове Моррисона и построить фундамент, способный выдержать вес церкви. Подготовка места стоила почти 1600 фунтов стерлингов. Было подсчитано, что строительство церкви обойдется в 10 000 фунтов стерлингов, половина из которых была собрана жителями Корка. Одновременное строительство двух других церквей — церкви Святого Патрика на Нижней Гланмайр-роуд Пейном и его братом Джеймсом Пейном и доминиканcкой церкви Святой Марии на набережной Папы Томасом и Киарнсом Динами — означало, что архитекторы боролись за финансирование в то время, когда город был поражен вспышкой холеры. Ещё 4500 фунтов стерлингов предоставил сам Мэтью.
Первый камень был заложен 10 октября 1832 года, в день рождения Мэтью. В результате спора о расходах Мэтью заплатил Пейну ещё 300 фунтов стерлингов. Пейн умер в 1838 году, и надзор за строительством взял на себя Томас Кокли. К 1840 году стоимость церкви резко возросла до 14 000 фунтов стерлингов. Поскольку строитель, мистер Энтони, не мог покрыть свои расходы, работы остановились в 1841 году. Мэтью отверг предложения многих использовать подписки движения за трезвость для финансирования строительства своей церкви.
После Великого голода общественное собрание в Корке согласилось продолжить работу над церковью Святой Троицы. Томас Дин, чье участие в первоначальном конкурсе провалилось, был выбран для завершения церкви без портика и шпиля. На Уильяма Аткинса была возложена ответственность за интерьер церкви. Церковь наконец открылась 10 октября 1850 года. Состоялась Понтификальная торжественная месса с входом по билетам, которую служили епископы Корка, Клойна и Росса, и Оссори. Тем не менее, интерьер был завершен только через десять лет после смерти Мэтью, примерно в 1866 году, а портик остался незавершенным. Скульптор Джон Хоган создал две резные головы по бокам главного входа.

### Завершение
В последующие два десятилетия было сделано несколько предложений по завершению фасада церкви Святой Троицы. В 1877 году было одобрено предложение Джорджа Эшлина, которое резко отличалось от первоначальных планов Пейна, но оно не было реализовано. Капуцин отец Пол Нири, настоятель провинции в Ирландии, организовал празднование столетия со дня рождения отца Мэтью и общественное собрание по этому поводу, чтобы помочь строительству церкви. Было решено достроить церковь по проекту Пейна. Была организована кампания, чтобы обеспечить наличие средств для завершения работы.
Был проведён ещё один конкурс на выбор фасада с призом снова в размере 50 фунтов стерлингов; среди требований было то, что он должен быть сделан из известняка, как и уже существующая конструкция, и должен стоить не более 6000 фунтов стерлингов. Из двенадцати работ Эшлин, ныне консультант архитектора Строительного комитета, описал ту, которую предложил Уолтер Г. Дулин, как "наиболее подходящую к фасаду здания"; материалы также поступали от Томаса Дроу и собственной фирмы Эшлина "Pugin & Ashlin". Однако комитет выбрал дизайн Доминика Дж. Коукли. Этот дизайн хвалили за его близость к дизайну Пейна, но в меньшем масштабе. Известняк, использованный для фасада, был добыт из того же карьера, что и для более ранних работ по строительству церкви, на Литл-Айленде, который намеренно не использовали, пока работы не возобновилась.
Строительные работы взял на себя житель Корка Джон Сиск. Очевидно, существовала некоторая обеспокоенность тем, что церковь не будет достроена к столетию Теобальда Мэтью, о чём  Денни Лейн сказал, что стало бы «национальным позором». Тем не менее, работа над церковью Святой Троицы была завершена вовремя, и церковь была вновь открыта 13 октября 1890 года, отмеченная ещё одной мессой по входным билетам.